# 12. Arrondissement (Paris)

Logo der mairie des 12. Arrondissements

Das 12. Pariser Arrondissement, das Arrondissement de Reuilly, ist eines von 20 Pariser Arrondissements.

## Geographische Lage
Das 12. Arrondissement liegt auf dem rechten Ufer der Seine. Es grenzt im Westen an das 4., im Norden an das 11. und 20. und im Süden durch die Seine getrennt an das 13. Arrondissement. Zum 12. Arrondissement gehört auch der Bois de Vincennes im Südosten.

## Viertel im 12. Arrondissement
Das Arrondissement besteht aus den folgenden vier Verwaltungsbezirke (Quartier):
- Quartier du Bel-Air
- Quartier de Picpus
- Quartier de Bercy
- Quartier des Quinze-Vingts

Nach der offiziellen Zählung der Pariser Stadtviertel handelt es sich dabei um die Quartiers 33 bis 36.

## Demographische Daten
Nach der Volkszählung von 1999 waren in dem (ohne den Bois de Vincennes) 637 ha großen 12. Arrondissement 136.591 Einwohner gemeldet. Das entspricht einer Bevölkerungsdichte von 21.443 Einwohnern pro km². Somit haben im Arrondissement 6,2 % der Pariser Bevölkerung ihren Hauptwohnsitz.

## Rathaus

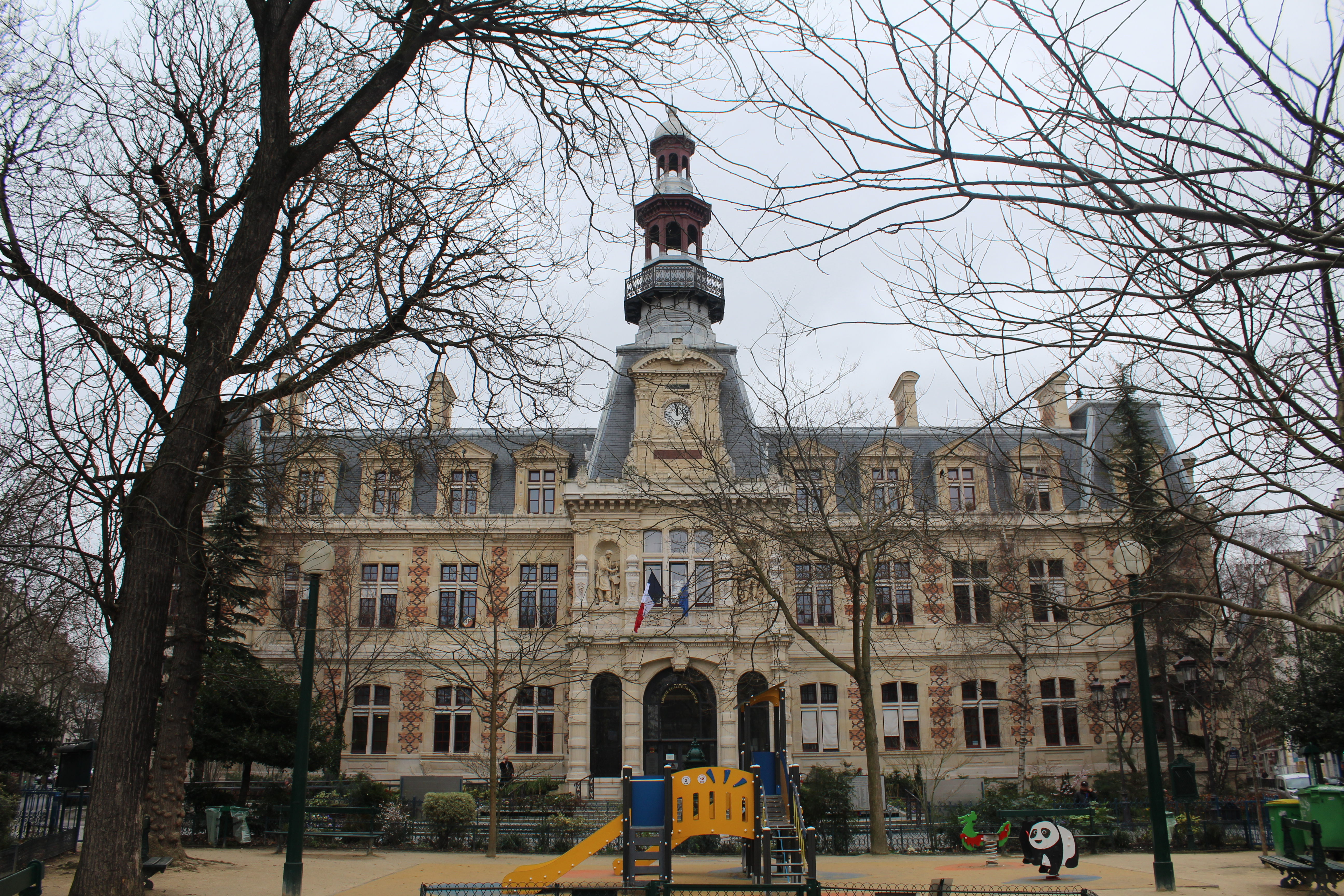
Mairie (Rathaus)

Das Rathaus des 12. Arrondissements befindet sich in der 130 avenue Daumesnil. Am 27. Januar 2025 kam es dort zu einem schweren Brand im Glockenturm. Das historische Gebäude aus dem 19. Jahrhundert wurde stark beschädigt.

## Bürgermeister
Bürgermeisterin seit der letzten Wahl 2021 ist Emmanuelle Pierre-Marie, Mitglied der französischen grünen Partei EELV. Ihre Vorgänger waren von 2014 bis 2020 Catherine Baratti-Elbaz (PS), von 2001 bis 2014 Michèle Blumenthal (PS), von 1995 bis 2001 Jean-François Pernin von der UDF und von 1977 bis 1995 Paul Pernin.

## Geschichte
In diesem Arrondissement kann man die ältesten Spuren der menschlichen Besiedlung des Pariser Territoriums finden.
Die Ausgrabungen im Viertel Bercy auf der linken Seite eines alten Seitenarmes der Seine zeigen Überreste eines Dorfes aus der Zeit zwischen dem 4. und 3. Jahrtausend v. Chr. Man fand hier außergewöhnliches archäologisches Material: Einbaum aus Holz, Tongefäße, Pfeil und Bogen und Werkzeuge aus Knochen und Steinen. 
In Reuilly (Romiliacum) befand sich eine Königspfalz der Merowinger, in der im Jahr 629 die Scheidung Dagoberts I. von seiner ersten Frau Gomatrud stattfand, indem er sie dort zurückließ, wie das Liber Historiae Francorum berichtet. Später aufgegeben, entstand an der Stelle das Château de Reuilly des Templerordens, das dann an den Johanniterorden fiel, schließlich an die Krondomäne und um 1700 verschwand. Standort war die place du Colonel Bourgoin, bis heute Zentrum eines Wegenetzes.
Verwaltungstechnisch ist das 12. Arrondissement im Jahre 1860 entstanden, zur Zeit der Ausdehnung Paris’ durch Annektierung der Nachbargemeinden:
- aus einem Teil des alten 8. Arrondissements
- aus dem kompletten Gebiet der ehemaligen Gemeinde Bercy
- aus einem Teil der Gemeinde Saint-Mandé (die heutigen Viertel Bel-Air und Picpus)

## Sehenswürdigkeiten
Das 12. Arrondissement, während des größten Teils seiner Geschichte ein Wohnviertel und zum Teil bis 1860 außerhalb von Paris gelegen, hat relativ wenige Sehenswürdigkeiten aufzuweisen. Die meisten sind neueren Datums.
- Bassin de l’Arsenal
- Cinémathèque française im Gebäude des ehemaligen American Center (Architekt: Frank Gehry)
- Gare de Lyon mit seinem Uhrenturm (Architekt: Marius Toudoire, Einweihung: 1900) und dem denkmalgeschützten 
Fin-de-siècle-Restaurant Le Train Bleu
- französisches Finanzministerium
- Bastille-Oper (Architekt: Carlos Ott, Einweihung: 1989)
- AccorHotels Arena (im allgemeinen Sprachgebrauch weiterhin Palais Omnisports de Paris-Bercy; Architekten: Michel Andrault und Pierre Parat, Einweihung: 1984), Ort vieler Konzerte und des ATP-Tennis-Hallenturniers Paris Masters
- Palais de la Porte Dorée (Architekt: Albert Laprade, Einweihung: 1931)
- Viaduc des Arts
- Bercy Village

## Straßen

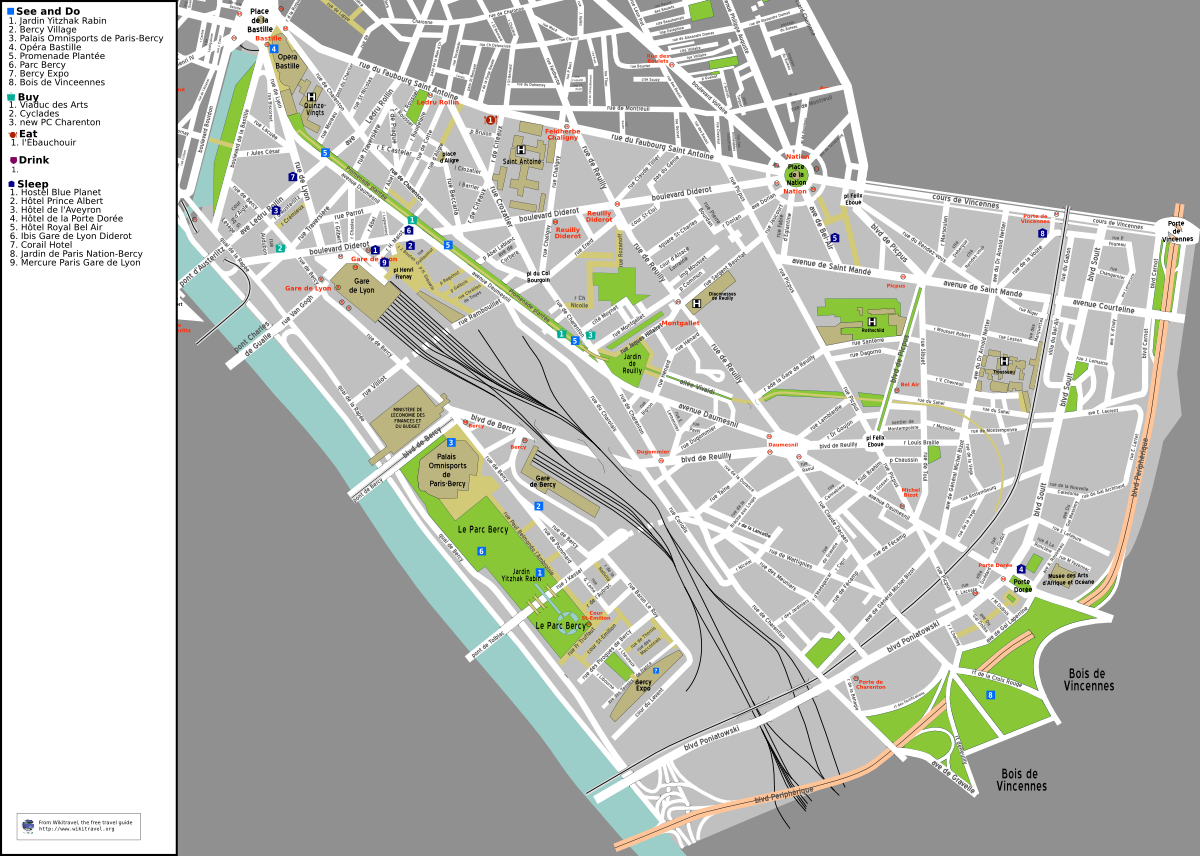
Plan des 12. Arrondissements

Beginnend im Nordwesten dem Uhrzeigersinn folgend wird das Arrondissement begrenzt durch die folgenden Straßen:
- Place de la Bastille
- Rue du Faubourg Saint-Antoine
- Place de la Nation
- Avenue du Trône
- Cours de Vincennes
- Boulevard de la Guyane
- Bois de Vincennes, zum 12. Arrondissement gehörend
- Boulevard périphérique
- Quai de Bercy
- Quai de la Rapée
- Boulevard de la Bastille

Weitere Straßen
- Boulevard de Bercy
- Rue de Charenton
- Avenue Daumesnil (deren Verlängerung die nördliche Grenze des Bois de Vincennes bildet)
- Boulevard Diderot
- Boulevard de Picpus
- Boulevard Poniatowski
- Boulevard de Reuilly
- Place Sans-Nom
- Rue de Lyon
- Avenue Ledru Rollin
- Boulevard Soult
- Rue Crémieux (Fußgängerzone)

## Öffentlicher Nahverkehr

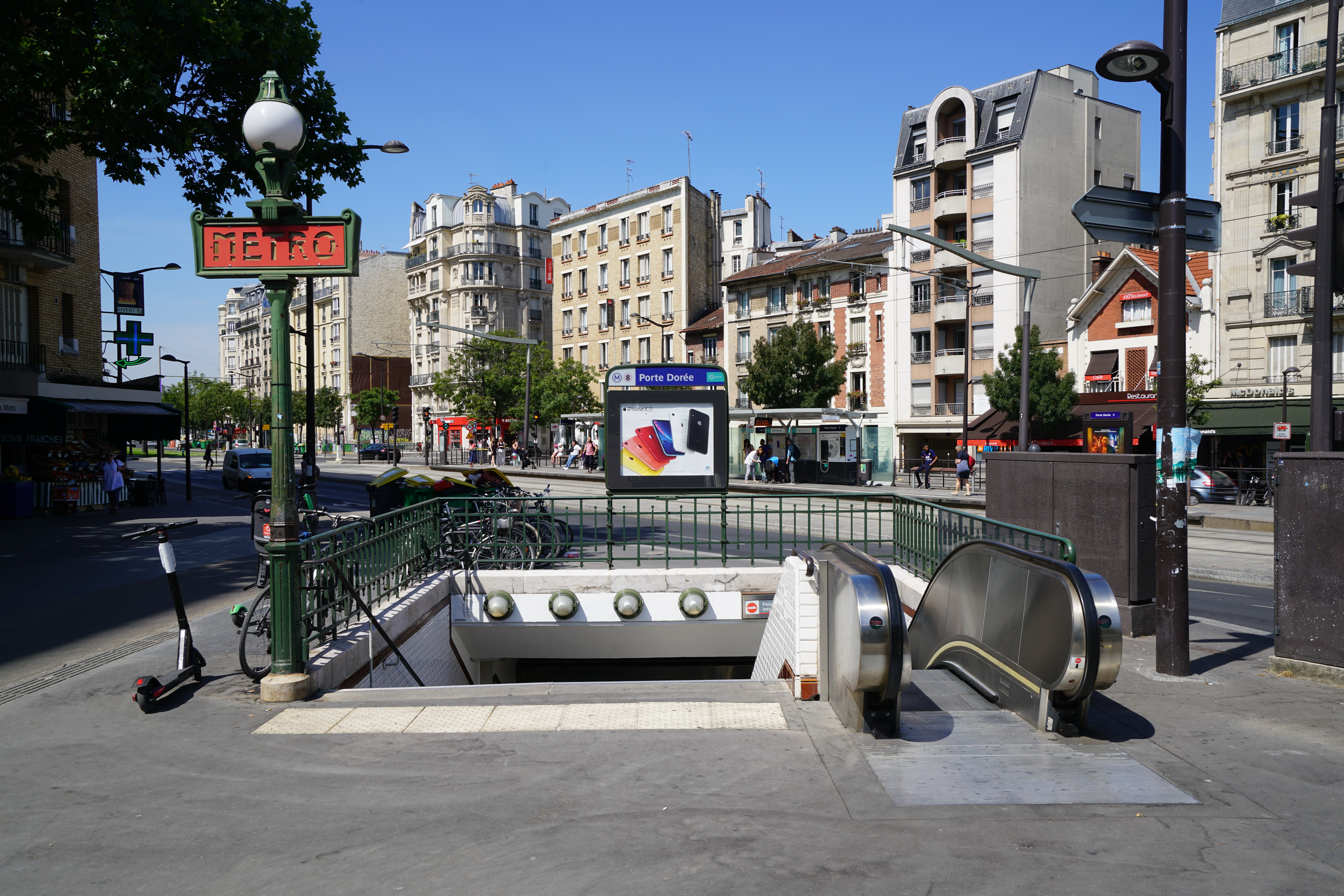
Eingang zum U-Bahnhof Porte Dorée der Métro Paris

Das 12. Arrondissement wird von den Linien 1, 2, 5, 6, 8, 9 und 14 der Pariser Metro durchlaufen. Die verschiedenen Viertel des Arrondissements werden durch folgende 17 Stationen bedient:
- Bastille (Linien 1, 5 und 8)
- Bel-Air (Linie 6)
- Bercy (Linien 6 und 14)
- Cour Saint-Émilion (Linie 14), von hier aus geht es zum Bercy Village
- Daumesnil (Linien 6 und 8)
- Dugommier (Linie 6)
- Faidherbe — Chaligny (Linie 8)
- Gare de Lyon (Linien 1 und 14)
- Ledru-Rollin (Linie 8)
- Michel Bizot (Linie 8)
- Montgallet (Linie 8)
- Nation (Östlicher Hauptnahverkehrsknoten; Linien 1, 2, 6 und 9)
- Reuilly — Diderot (Linien 1 und 8)
- Picpus (Linie 6)
- Porte de Charenton (Linie 8)
- Porte de Vincennes (Linie 1)
- Porte Dorée (Linie 8)

Das Arrondissement besitzt außerdem zwei Bahnhöfe des RER, den Gare de Lyon und den Bahnhof Nation. Die Buslinien (20, 63 und 65) enden am Gare de Lyon. Die anderen Linien 24, 29, 46 oder 87, durchqueren das Arrondissement. Im Osten endet die Linie PC1 bei der Porte de Charenton, wohingegen die Linie PC2 vollständig die Gegend des im Arrondissement gelegenen Teils des Boulevards des Maréchaux durchläuft.
Weitere Linien im Arrondissement sind die 20, 56, 57, 61, 62, 91, 109 und 111 oder in deren Verlängerung 26, 76, 86 und 351.

## Grünflächen
- Jardin de l’Arsenal
- Square Albert-Tournaire
- Parc de Bercy
- Jardin du boulevard Carnot
- Square Charles-Péguy
- Square Courteline
- Jardin Émile-Cohl
- Jardin 54, rue de Fécamp
- Square Frédéric-Rossif
- Jardin de la Gare de Reuilly - Julien Lauprêtre
- Jardin Hector-Malot
- Square de la place de la Nation
- Jardin du boulevard de Picpus
- Promenade plantée
- Jardin de Reuilly
- Square Saint-Éloi (auch Square de la Baleine genannt)
- Square Trousseau
- Bois de Vincennes

## Friedhöfe
- Cimetière de Bercy
- Cimetière de Picpus

## Literarische Bedeutung
Der Nestor-Burma-Roman Casse-pipe à la Nation (dt. Kein Ticket für den Tod) von Léo Malet spielt im 12. Arrondissement.